# Picnic (film 1996)
Picnic ( ピクニック, Pikunikku) è un film del 1996 diretto da Shunji Iwai.
Il film, di produzione giapponese, fu girato nel 1994 ma non venne distribuito fino al 1996.

## Riconoscimenti
- 1997 - Yokohama Film Festival
  - Miglior attore a Tadanobu Asano
  - Miglior attrice a Chara
- 1997 - Awards of the Japanese Academy
  - Premio popolarità a Tadanobu Asano